# Großer Preis von Brasilien 1974
Der Große Preis von Brasilien 1974 (offiziell III Grande Prêmio do Brasil) fand am 27. Januar auf dem Autódromo José Carlos Pace in São Paulo statt und war das zweite Rennen der Automobil-Weltmeisterschaft 1974.

## Berichte

### Hintergrund
1974 erlebte der Große Preis von Brasilien seine dritte Auflage. Es war nach 1973 das zweite Mal, dass das Rennen Weltmeisterschaftsstatus hatte.
Mit Ausnahme des Ensign-Teams und dessen Fahrer Rikky von Opel trat das identische Teilnehmerfeld zum zweiten WM-Lauf der Saison in São Paulo an, welches bereits das Auftaktrennen in Argentinien zwei Wochen zuvor bestritten hatte. Als Folge des dort geschehenen Unfalls kurz nach dem Start, in den beide Fahrer des Shadow-Teams verwickelt waren, musste das Team ein neues Chassis aus dem Werk in Großbritannien einfliegen lassen. Dieses traf gerade noch rechtzeitig vor dem Beginn des ersten Zeittrainings ein.
Eine Woche nach dem Großen Preis von Brasilien fand in der Hauptstadt Brasília der Grande Prêmio Presidente Medici statt, ein Formel-1-Rennen ohne Weltmeisterschaftsstatus, an dem acht Teams und zwölf Fahrer teilnahmen und das Emerson Fittipaldi gewann.

### Training
Lokalmatador Emerson Fittipaldi qualifizierte sich mit dem McLaren M23 für die Pole-Position vor Brabham-Pilot Carlos Reutemann. Niki Lauda bestätigte mit dem dritten Startplatz den Aufwärtstrend der Scuderia Ferrari nach dem vorangegangenen Krisenjahr. Es folgten auf den weiteren Startplätzen die beiden Werks-Lotus von Ronnie Peterson und Jacky Ickx sowie der Shadow von Peter Revson.

### Rennen
Der Start des Rennens wurde geringfügig verschoben, da die Strecke zuvor von Scherbenresten gereinigt werden musste, die feiernde Zuschauer hinterlassen hatten.
Der aus der ersten Reihe gestartete Reutemann übernahm zunächst die Führung vor Peterson. Der Pole-Setter Fittipaldi fand sich auf Rang drei vor Clay Regazzoni wieder, während Lauda mit Fehlzündungen seines Motors zu kämpfen hatte.
Bis zur vierten Runde konnte Reutemann die Spitze verteidigen, ehe er sowohl von Peterson als auch von Fittipaldi überholt wurde. Aufgrund seiner im Vergleich zu den meisten Konkurrenten weicheren Reifen fiel Reutemann im Laufe der folgenden Runden auch noch hinter Regazzoni und Ickx zurück.
In der 16. Runde trickste Fittipaldi den führenden Peterson während der Überrundung von Arturo Merzario aus und übernahm die Spitze, die er fortan verteidigte. Peterson musste drei Runden später wegen eines Reifenschadens, der möglicherweise von nach wie vor an manchen Stellen umherliegenden Scherbenresten herrührte, die Box ansteuern und fiel zurück. Dadurch gelangten Regazzoni und Ickx auf die Plätze zwei beziehungsweise drei.
Als es nach einem bis dato trockenen Rennverlauf in der 31. Runde stark zu regnen begann, entschied sich die Rennleitung aus Sicherheitsgründen für einen Rennabbruch. Kurzzeitige Verwirrung entstand dabei dadurch, dass der drittplatzierte Ickx als erster abgewinkt wurde.

## Meldeliste
| Team                            | Nr. | Fahrer               | Chassis           | Motor                    | Reifen |
| ------------------------------- | --- | -------------------- | ----------------- | ------------------------ | ------ |
| John Player Team Lotus          | 01  | Ronnie Peterson      | Lotus 72E         | Ford Cosworth DFV 3.0 V8 | G      |
| John Player Team Lotus          | 02  | Jacky Ickx           | Lotus 72E         | Ford Cosworth DFV 3.0 V8 | G      |
| Elf Team Tyrrell                | 03  | Jody Scheckter       | Tyrrell 006       | Ford Cosworth DFV 3.0 V8 | G      |
| Elf Team Tyrrell                | 04  | Patrick Depailler    | Tyrrell 005       | Ford Cosworth DFV 3.0 V8 | G      |
| Marlboro Team Texaco            | 05  | Emerson Fittipaldi   | McLaren M23       | Ford Cosworth DFV 3.0 V8 | G      |
| Marlboro Team Texaco            | 06  | Denis Hulme          | McLaren M23       | Ford Cosworth DFV 3.0 V8 | G      |
| Yardley Team McLaren            | 33  | Mike Hailwood        | McLaren M23       | Ford Cosworth DFV 3.0 V8 | G      |
| Motor Racing Developments       | 07  | Carlos Reutemann     | Brabham BT44      | Ford Cosworth DFV 3.0 V8 | G      |
| Motor Racing Developments       | 08  | Richard Robarts      | Brabham BT44      | Ford Cosworth DFV 3.0 V8 | G      |
| March Engineering               | 09  | Hans-Joachim Stuck   | March 741         | Ford Cosworth DFV 3.0 V8 | G      |
| March Engineering               | 10  | Howden Ganley        | March 741         | Ford Cosworth DFV 3.0 V8 | G      |
| Scuderia Ferrari SpA SEFAC      | 11  | Clay Regazzoni       | Ferrari 312B3     | Ferrari 001/11 3.0 F12   | G      |
| Scuderia Ferrari SpA SEFAC      | 12  | Niki Lauda           | Ferrari 312B3     | Ferrari 001/11 3.0 F12   | G      |
| Team Motul B.R.M.               | 14  | Jean-Pierre Beltoise | BRM P160E         | BRM P142 3.0 V12         | F      |
| Team Motul B.R.M.               | 15  | Henri Pescarolo      | BRM P160E         | BRM P142 3.0 V12         | F      |
| Team Motul B.R.M.               | 37  | François Migault     | BRM P160E         | BRM P142 3.0 V12         | F      |
| UOP Shadow Racing Team          | 16  | Peter Revson         | Shadow DN3        | Ford Cosworth DFV 3.0 V8 | G      |
| UOP Shadow Racing Team          | 17  | Jean-Pierre Jarier   | Shadow DN1        | Ford Cosworth DFV 3.0 V8 | G      |
| Bang & Olufsen Team Surtees     | 18  | Carlos Pace          | Surtees TS16      | Ford Cosworth DFV 3.0 V8 | F      |
| Bang & Olufsen Team Surtees     | 19  | Jochen Mass          | Surtees TS16      | Ford Cosworth DFV 3.0 V8 | F      |
| Frank Williams Racing Cars      | 20  | Arturo Merzario      | Iso-Marlboro FW01 | Ford Cosworth DFV 3.0 V8 | F      |
| Hesketh Racing                  | 24  | James Hunt           | March 731         | Ford Cosworth DFV 3.0 V8 | F      |
| Embassy Racing with Graham Hill | 26  | Graham Hill          | Lola T370         | Ford Cosworth DFV 3.0 V8 | F      |
| Embassy Racing with Graham Hill | 27  | Guy Edwards          | Lola T370         | Ford Cosworth DFV 3.0 V8 | F      |
| John Goldie Racing with Hexagon | 28  | John Watson          | Brabham BT42      | Ford Cosworth DFV 3.0 V8 | F      |

## Klassifikationen

### Startaufstellung
| Pos. | Fahrer               | Konstrukteur | Zeit    | Ø-Geschwindigkeit | Start |
| ---- | -------------------- | ------------ | ------- | ----------------- | ----- |
| 01   | Emerson Fittipaldi   | McLaren-Ford | 2:32,97 | 187,331 km/h      | 01    |
| 02   | Carlos Reutemann     | Brabham-Ford | 2:33,21 | 187,037 km/h      | 02    |
| 03   | Niki Lauda           | Ferrari      | 2:33,77 | 186,356 km/h      | 03    |
| 04   | Ronnie Peterson      | Lotus-Ford   | 2:33,82 | 186,296 km/h      | 04    |
| 05   | Jacky Ickx           | Lotus-Ford   | 2:34,64 | 185,308 km/h      | 05    |
| 06   | Peter Revson         | Shadow-Ford  | 2:34,66 | 185,284 km/h      | 06    |
| 07   | Mike Hailwood        | McLaren-Ford | 2:34,95 | 184,937 km/h      | 07    |
| 08   | Clay Regazzoni       | Ferrari      | 2:35,05 | 184,818 km/h      | 08    |
| 09   | Arturo Merzario      | Iso-Ford     | 2:35,15 | 184,699 km/h      | 09    |
| 10   | Jochen Mass          | Surtees-Ford | 2:35,43 | 184,366 km/h      | 10    |
| 11   | Denis Hulme          | McLaren-Ford | 2:35,54 | 184,236 km/h      | 11    |
| 12   | Carlos Pace          | Surtees-Ford | 2:35,63 | 184,129 km/h      | 12    |
| 13   | Hans-Joachim Stuck   | March-Ford   | 2:35,64 | 184,117 km/h      | 13    |
| 14   | Jody Scheckter       | Tyrrell-Ford | 2:35,78 | 183,952 km/h      | 14    |
| 15   | John Watson          | Brabham-Ford | 2:36,06 | 183,622 km/h      | 15    |
| 16   | Patrick Depailler    | Tyrrell-Ford | 2:36,21 | 183,445 km/h      | 16    |
| 17   | Jean-Pierre Beltoise | B.R.M.       | 2:36,49 | 183,117 km/h      | 17    |
| 18   | James Hunt           | March-Ford   | 2:37,24 | 182,244 km/h      | 18    |
| 19   | Jean-Pierre Jarier   | Shadow-Ford  | 2:37,63 | 181,793 km/h      | 19    |
| 20   | Howden Ganley        | March-Ford   | 2:37,65 | 181,770 km/h      | 20    |
| 21   | Graham Hill          | Lola-Ford    | 2:38,62 | 180,658 km/h      | 21    |
| 22   | Henri Pescarolo      | B.R.M.       | 2:38,80 | 180,453 km/h      | 22    |
| 23   | François Migault     | B.R.M.       | 2:39,20 | 180,000 km/h      | 23    |
| 24   | Richard Robarts      | Brabham-Ford | 2:39,85 | 179,268 km/h      | 24    |
| 25   | Guy Edwards          | Lola-Ford    | 2:42,15 | 176,725 km/h      | 25    |

### Rennen
| Pos. | Fahrer               | Konstrukteur | Runden | Stopps | Zeit       | Start | Schnellste Runde |
| ---- | -------------------- | ------------ | ------ | ------ | ---------- | ----- | ---------------- |
| 01   | Emerson Fittipaldi   | McLaren-Ford | 32     | 0      | 1:24:37,06 | 01    |                  |
| 02   | Clay Regazzoni       | Ferrari      | 32     | 0      | + 13,57    | 08    | 2:36,05 (26.)    |
| 03   | Jacky Ickx           | Lotus-Ford   | 31     | 0      | + 1 Runde  | 05    |                  |
| 04   | Carlos Pace          | Surtees-Ford | 31     | 0      | + 1 Runde  | 12    |                  |
| 05   | Mike Hailwood        | McLaren-Ford | 31     | 0      | + 1 Runde  | 07    |                  |
| 06   | Ronnie Peterson      | Lotus-Ford   | 31     | 1      | + 1 Runde  | 04    |                  |
| 07   | Carlos Reutemann     | Brabham-Ford | 31     | 0      | + 1 Runde  | 02    |                  |
| 08   | Patrick Depailler    | Tyrrell-Ford | 31     | 0      | + 1 Runde  | 16    |                  |
| 09   | James Hunt           | March-Ford   | 31     | 0      | + 1 Runde  | 18    |                  |
| 10   | Jean-Pierre Beltoise | B.R.M.       | 31     | 0      | + 1 Runde  | 17    |                  |
| 11   | Graham Hill          | Lola-Ford    | 31     | 0      | + 1 Runde  | 21    |                  |
| 12   | Denis Hulme          | McLaren-Ford | 31     | 0      | + 1 Runde  | 11    |                  |
| 13   | Jody Scheckter       | Tyrrell-Ford | 31     | 0      | + 1 Runde  | 14    |                  |
| 14   | Henri Pescarolo      | B.R.M.       | 30     | 0      | + 2 Runden | 22    |                  |
| 15   | Richard Robarts      | Brabham-Ford | 30     | 0      | + 2 Runden | 24    |                  |
| 16   | François Migault     | B.R.M.       | 30     | 0      | + 2 Runden | 23    |                  |
| 17   | Jochen Mass          | Surtees-Ford | 30     | 0      | + 2 Runden | 10    |                  |
| –    | John Watson          | Brabham-Ford | 27     | 1      | DNF        | 15    |                  |
| –    | Hans-Joachim Stuck   | March-Ford   | 24     | 0      | DNF        | 13    |                  |
| –    | Jean-Pierre Jarier   | Shadow-Ford  | 21     | 0      | DNF        | 19    |                  |
| –    | Arturo Merzario      | Iso-Ford     | 20     | 0      | DNF        | 09    |                  |
| –    | Peter Revson         | Shadow-Ford  | 10     | 0      | DNF        | 06    |                  |
| –    | Howden Ganley        | March-Ford   | 8      | 1      | DNF        | 20    |                  |
| –    | Niki Lauda           | Ferrari      | 2      | 0      | DNF        | 03    |                  |
| –    | Guy Edwards          | Lola-Ford    | 2      | 0      | DNF        | 25    |                  |

## WM-Stände nach dem Rennen
Die ersten sechs des Rennens bekamen 9, 6, 4, 3, 2 bzw. 1 Punkt(e). In der Konstrukteurswertung zählten nur die Punkte des bestplatzierten Fahrers eines Teams. Es zählten nur die besten sieben Ergebnisse aus den ersten acht Rennen und die besten sechs aus den letzten sieben Rennen.

### Fahrerwertung
| Pos. | Fahrer               | Konstrukteur | Punkte |
| ---- | -------------------- | ------------ | ------ |
| 01   | Clay Regazzoni       | Ferrari      | 10     |
| 02   | Emerson Fittipaldi   | McLaren-Ford | 9      |
| 03   | Denis Hulme          | McLaren-Ford | 9      |
| 04   | Niki Lauda           | Ferrari      | 6      |
| 05   | Mike Hailwood        | McLaren-Ford | 5      |
| 06   | Jacky Ickx           | Lotus-Ford   | 4      |
| 07   | Carlos Pace          | Surtees-Ford | 3      |
| 08   | Jean-Pierre Beltoise | B.R.M.       | 2      |
| 09   | Ronnie Peterson      | Lotus-Ford   | 1      |
| 10   | Patrick Depailler    | Tyrrell-Ford | 1      |
| 11   | Carlos Reutemann     | Brabham-Ford | 0      |
| 12   | Howden Ganley        | March-Ford   | 0      |
| 13   | Henri Pescarolo      | B.R.M.       | 0      |

| Pos. | Fahrer             | Konstrukteur | Punkte |
| ---- | ------------------ | ------------ | ------ |
| 14   | James Hunt         | March-Ford   | 0      |
| 15   | Guy Edwards        | Lola-Ford    | 0      |
| 16   | John Watson        | Brabham-Ford | 0      |
| 17   | Graham Hill        | Lola-Ford    | 0      |
| 18   | Jody Scheckter     | Tyrrell-Ford | 0      |
| 19   | Richard Robarts    | Brabham-Ford | 0      |
| 20   | François Migault   | B.R.M.       | 0      |
| 21   | Jochen Mass        | Surtees-Ford | 0      |
| –    | Hans-Joachim Stuck | March-Ford   | 0      |
| –    | Arturo Merzario    | Iso-Ford     | 0      |
| –    | Peter Revson       | Shadow-Ford  | 0      |
| –    | Jean-Pierre Jarier | Shadow-Ford  | 0      |

### Konstrukteurswertung
| Pos. | Konstrukteur | Punkte |
| ---- | ------------ | ------ |
| 01   | McLaren-Ford | 18     |
| 02   | Ferrari      | 12     |
| 03   | Lotus-Ford   | 4      |
| 04   | Surtees-Ford | 3      |
| 05   | B.R.M.       | 2      |
| 06   | Tyrrell-Ford | 1      |

| Pos. | Konstrukteur | Punkte |
| ---- | ------------ | ------ |
| 07   | Brabham-Ford | 0      |
| 08   | March-Ford   | 0      |
| 09   | Lola-Ford    | 0      |
| –    | Iso-Ford     | 0      |
| –    | Shadow-Ford  | 0      |
| –    | Ensign-Ford  | 0      |